# Amphoe Nong Han
Amphoe Nong Han (thailändisch อำเภอ หนองหาน) ist ein Landkreis (Amphoe – Verwaltungs-Distrikt) in der Provinz Udon Thani. Die Provinz Udon Thani liegt im nordwestlichen Teil des Isan, der Nordostregion von Thailand.

## Geographie
Benachbarte Bezirke (von Süden im Uhrzeigersinn): die Amphoe Chai Wan, Ku Kaeo, Prachaksinlapakhom, Mueang Udon Thani, Phibun Rak und Thung Fon in der Provinz Udon Thani, sowie Amphoe Sawang Daen Din der Provinz Sakon Nakhon.

## Geschichte
Die Ausgrabungsstätte von Ban Chiang gehört seit 1992 zum Weltkulturerbe der UNESCO.
Mueang Nong Han war ursprünglich einer der vier Bezirke Udon Thanis, die durch die Thesaphiban Verwaltungsreform 1908 zu einem Amphoe ernannt wurden.

## Verwaltung

### Provinzverwaltung
Amphoe Nong Han ist in zwölf Gemeinden (Tambon) eingeteilt, welche wiederum in 161 Dörfer (Muban) unterteilt sind.
| No. | Name        | Thai       | Dörfer | Einw.  |
| --- | ----------- | ---------- | ------ | ------ |
| 01. | Nong Han    | หนองหาน    | 17     | 16.995 |
| 02. | Nong Mek    | หนองเม็ก    | 19     | 14.907 |
| 05. | Phang Ngu   | พังงู        | 15     | 09.492 |
| 06. | Sabaeng     | สะแบง      | 08     | 08.050 |
| 07. | Soi Phrao   | สร้อยพร้าว   | 11     | 05.926 |
| 09. | Ban Chiang  | บ้านเชียง    | 15     | 11.229 |
| 10. | Ban Ya      | บ้านยา      | 11     | 05.370 |
| 11. | Phon Ngam   | โพนงาม     | 20     | 13.623 |
| 12. | Phak Top    | ผักตบ       | 13     | 08.490 |
| 14. | Nong Phai   | หนองไผ่     | 14     | 09.273 |
| 17. | Don Hai Sok | ดอนหายโศก  | 10     | 06.554 |
| 18. | Nong Sa Pla | หนองสระปลา | 08     | 05.917 |

Hinweis: Die fehlenden Nummern gehören zu den Tambon, aus denen heute Phibun Rak beziehungsweise Ku Kaeo bestehen.

### Lokalverwaltung
Es gibt sechs Kleinstädte (Thesaban Tambon) im Landkreis:
- Ban Chiang (เทศบาลตำบลบ้านเชียง), bestehend aus Teilen des Tambon Ban Chiang,
- Nong Mek (เทศบาลตำบลหนองเม็ก), bestehend aus Teilen des Tambon Nong Mek,
- Nong Han (เทศบาลตำบลหนองหาน), bestehend aus Teilen des Tambon Nong Han,
- Khok Sung (เทศบาลตำบลโคกสูง), bestehend aus weiteren Teilen des Tambon Nong Mek,
- Nong Phai (เทศบาลตำบลหนองไผ่), bestehend aus dem gesamten Tambon Nong Phai,
- Phak Top (เทศบาลตำบลผักตบ), bestehend aus dem gesamten Tambon Phak Top.

Außerdem gibt es neun „Tambon Administrative Organizations“ (TAO, องค์การบริหารส่วนตำบล – Verwaltungs-Organisationen) für die Tambon im Landkreis, die zu keiner Stadt gehören.